# Folio Society
La Folio Society es una editorial de libros con sede en Londres. Fue fundada en 1947 por Charles Ede. En 1971, fue adquirida por John Letts y Halfdan Lynner, aunque la continuidad editorial estaba garantizada por la retención de Brian Rawson, director editorial desde 1956. En 1994, la editorial se trasladó a sus actuales oficinas en el 44 de Eagle Street, Holborn. El actual presidente y propietario es Robert Gavron.
Una de las características principales de las publicaciones de esta editorial es su variedad de formatos y tamaños. El uso de los materiales también es muy variable, con innovaciones ocasionales, como el uso de papel de aluminio en la obra Brave New World, de Aldous Huxley, y de pergaminos vegetales en The Calas Affair, de Voltaire. 
Folio Society publica títulos en diversos géneros, incluyendo ciencia ficción, fantasía, ficción moderna y no ficción, con obras de autores como George R. R. Martin, Madeline Miller y Stephen King. Entre sus títulos más vendidos se encuentran El castillo ambulante de Diana Wynne Jones, Dune de Frank Herbert y Parque Jurásico de Michael Crichton.